# 1283
1283 (MCCLXXXIII) var ett normalår som började en fredag i den julianska kalendern.

## Händelser

### Okänt datum
- Ett gråbrödrakloster (franciskanerkloster) omnämns i Jönköping.
- Svenskar, troligen gotlänningar, härjar Nevaområdet, för att bryta Lübecks dominans över den karelska handeln.
- De vendiska städerna inleder en samverkan under ledning av Lübeck, den "vendiska hansan".

## Födda
- April – Margareta, regerande drottning av Skottland 1286–1290.

## Avlidna
- 9 april – Margareta av Skottland, drottning av Norge sedan 1281, gift med Erik Prästhatare.
- Henrik, biskop i Linköping, död på korståg i Heliga landet.
- Ingemund, kaplan till biskop Henrik, död på korståg i Heliga landet.
- Kutlugh Turkan, regerande drottning av Kirman.